# Iwan-Programm
Das Iwan-Programm war der Name eines Programms zur Wiederinbetriebnahme der während des deutschen Vormarsches in der Sowjetunion während des Zweiten Weltkrieges besetzten Werke der sowjetischen Schwerindustrie in der Ukrainischen Sowjetrepublik.

## Entstehung und Wirkung des Iwan-Programms
Vor dem Rückzug der Roten Armee waren die Betriebe der Eisen- und Stahlindustrie auf Befehl Stalins großteils zerstört worden, um sie für die vorrückenden Deutschen unbrauchbar zu machen. Im Rahmen des von Rüstungsminister Albert Speer Mitte Mai 1942 angeordneten Iwan-Programms sollten alle Hüttenwerke und die dazugehörigen Betriebe im Donez-Becken und Dneper-Bogen schnellstmöglich wieder in Betrieb genommen werden, um frontnah Rüstungsgüter, insbesondere Granaten, für die Wehrmacht produzieren zu können. Mit der Umsetzung des Programms wurde Edmund Geilenberg beauftragt. Deutsche Unternehmen der Montanindustrie hatten kein oder wenig Interesse, die Werke zu übernehmen, da unabsehbar war, wann diese wieder profitabel betrieben werden könnten, und weil sie die in ihren Stammwerken dringend benötigten Fachleute nicht abgeben wollten. Schließlich erklärten sie sich dazu bereit, als sogenannte „Patenbetriebe“ für die Wiederherrichtung einzelner Werke zu sorgen, nachdem absehbar war, dass sie anderenfalls durch Weisungen dazu verpflichtet worden wären.
Das Programm kam mit dem deutschen Rückzug 1943 zum Ende. Während des Rückzuges wurde ein erheblicher Teil der kurz zuvor aufgebauten Betriebe demontiert und die nicht demontierbaren Teile durch gezielte Sprengungen unbrauchbar gemacht. Die Produktionsziele des Programms wurden zu keinem Zeitpunkt seiner kurzen Existenz voll erreicht.

## Organisation
Der Flick-Konzern errichtete innerhalb kürzester Zeit die Dnjepr Stahl GmbH, die eine Vielzahl von ehemals sowjetischen Montankombinaten übernahm. Neben Flick waren weitere deutsche Großunternehmen in das Programm einbezogen:
- Klöckner (Hüttenwerk Konstantinowka)[6]
- Hoesch (Hüttenwerk Kriwoj Rog)[6]
- Friedrich Krupp AG (Neue Maschinenfabrik Kramatorsk[7], Hüttenwerk Asow-Stahl 1 und Hüttenwerk Asow-Stahl 2, Röhrenwerk Kuibyschew, Mannesmannröhren-Werke Taganrog)[6]
- Mannesmann (Hüttenwerk Taganrog)[7]
- Gutehoffnungshütte (GHH) (Hüttenwerk Kramatorsk, Maschinenfabrik Kramatorsk)[6]
- Vereinigte Stahlwerke (Werk Stalinski, Werk Ordshenikidse, Maschinenfabrik Drushkowka)[8]
- Hörder Bergwerks- und Hütten-Verein (Hüttenwerke Stalino und Rykowo)
- Saporischstalwerk in Saporoshje

Weitere Zuliefererwerke des Programms in der Ukraine waren:
- Fa. Van de Loo & Co. in Saporoshje (Zünderfertigung)
- Magnesiumwerk, Verwert-Chemie GmbH in Saporoshje
- Südwerft Nikolajew in Nikolajew (Modell- und Vorrichtungsbau)
- Dynamit AG im Chemiewerk Pawlohrad in der Stadt Pawlograd
- Dnjepr-Metall Union in Novo-Saporoshje
- Dnjepr-Sinter Werk in Kaidaki
- Dnjepr-Holz GmbH, Nishnij-Dnjepropetrowsk (Fertigung von hölzernen Munitionspackgefäßen)
- Dnjepr-Beschlag, (Fa. Rinker), in Dnjepropetrowsk (Fertigung von Beschlägen für Munitionspackgefäße)
- Bergbau- und Hüttenbedarf AG, in Kaidaki (Gießerei- und Schmiedearbeiten für das Iwan-Programm)
- Polte Armaturen- und Maschinenfabrik OHG, in Saporoshje (Beute-Granathülsen-Rekalibrierung)

## Produktion
Geplant war zunächst folgende Produktion pro Monat (bei Steigerung in jedem weiteren Monat des fünfmonatigen Produktionshochlaufplans):
- Monat 1: 50.000 Schuss 10,5-cm-Granaten, 25.000 Schuss 15-cm-Granaten, 5.000 Schuss 21-cm-Granaten
- Monat 2: 100.000 Schuss 10,5-cm-Granaten, 50.000 Schuss 15-cm-Granaten, 10.000 Schuss 21-cm-Granaten
- Monat 3: 150.000 Schuss 10,5-cm-Granaten, 75.000 Schuss 15-cm-Granaten, 15.000 Schuss 21-cm-Granaten
- Monat 4: 200.000 Schuss 10,5-cm-Granaten, 100.000 Schuss 15-cm-Granaten, 20.000 Schuss 21-cm-Granaten
- Monat 5: 250.000 Schuss 10,5-cm-Granaten, 125.000 Schuss 15-cm-Granaten, 25.000 Schuss 21-cm-Granaten

Wegen Anlaufschwierigkeiten wurde das Programm zunächst rein auf die Fertigung von 10,5-cm-Granaten konzentriert. Der Produktionsbeginn für die 15-cm- und 21-cm-Granaten sollte später erfolgen. Auf Anordnung des Reichsministerium für Bewaffnung und Munition vom 6. August 1943 sollten die Ausstoß-Termine des Iwan-Programms um drei Monate vorverlegt werden. Mit der angelaufenen Produktion im August 1943 wurde für September die Fertigung von 150.000 Geschossen 10,5 cm eingeplant. Die Vorbereitung zum Anlauf der Produktion von 15-cm- und 21-cm-Granaten wurde im August 1943 begonnen.

## Wirtschafts- und Rüstungspläne der NS-Zeit
Im nationalsozialistischen Deutschland wurde sukzessive eine Zentralverwaltungswirtschaft mit wirtschaftslenkender Gesetzgebung ausgebaut. Als Neuer Plan wurde 1934 der Weg vorgezeichnet, es folgte der Vierjahresplan von 1936, der Schnellplan von 1938 und der Schell-Plan im Jahre 1939.
Das Iwan-Programm war eines der Programme mit denen die deutsche Wirtschaft koordiniert werden sollte. Die Expansion der Kriegswirtschaft wurde von etlichen weiteren Programmen begleitet. Die Koordination dieser Pläne und die Gewichtung von Interessen sollte ab 1942 beim Ausschuss für Zentrale Planung im Reichsministerium für Rüstung und Kriegsproduktion erfolgen. Der Überblick der Pläne ist teilweise schwer nachvollziehbar, wobei etliche dieser Pläne in Personal- oder Amtsunion von Wehrwirtschaftsführern sowie in fusionierten Wirtschaftsgebilden wie den Reichswerken Hermann Göring betreut und umgesetzt werden sollten. Dass es dabei zu Konkurrenzsituationen kam, ist insbesondere zum Thema Luftrüstung vs. Panzerrüstung und zum Wirken von Konstrukteuren wie Ferdinand Porsche oder Hans Ledwinka bekannt. Wie im Bereich der Kraftfahrzeugfertigung waren auch die Betriebe in annektierten oder besetzen Gebieten betroffen, wie es bei Unternehmen wie den Österreichischen Saurerwerken und Škoda sowie Tatra der Fall war. Nachfolgend eine unvollständige Übersicht der Pläne:
| 1938        | 1939        | 1940               | 1941            | 1942          | 1943                        | 1944                    |
| ----------- | ----------- | ------------------ | --------------- | ------------- | --------------------------- | ----------------------- |
| Schnellplan | Schell-Plan | Rüstungsprogramm B | Göring-Programm | Iwan-Programm | Adolf-Hitler-Panzerprogramm | Mineralölsicherungsplan |